# Claude Vernier
Pour les articles homonymes, voir Vernier.
Claude Vernier est un acteur français d'origine allemande, né Karl Werner Fritz Prasuhn le 20 juillet 1913 à Rotthausen (Empire allemand), mort le 29 septembre 1996 à Sens (Yonne).

## Biographie
Karl Werner Prasuhn apprend le métier de comédien au théâtre municipal d'Essen. Après l'arrivée du nazisme et ne pouvant jouer dans les pièces à son goût du fait de la censure des œuvres littéraires et artistiques, il décide de quitter l'Allemagne.
Exilé à Paris, il obtient un petit rôle dans le film que tourne Jean Renoir en 1937 : La Grande Illusion. Il joue aussi dans la pièce de théâtre de Bertolt Brecht, Les Fusils de la mère Carrar. Il suit les cours d'art dramatique chez Charles Dullin au Théâtre de l'atelier.
Engagé volontaire en octobre 1938, il est envoyé en Algérie dans la Légion étrangère pendant la drôle de guerre, à l'issue de laquelle il se fixe à Cannes où il décroche un rôle au théâtre municipal dans la compagnie de Claude Dauphin. Ce dernier lui trouve son nom de scène : Vernier au lieu de Werner, et Claude, comme son propre prénom.
Après ses débuts en 1949 dans Le Silence de la mer de Jean-Pierre Melville, Claude Vernier joue à de nombreuses reprises le rôle d'un Allemand, notamment dans La Traversée de Paris de Claude Autant-Lara, dans Bonne chance, Charlie de Jean-Louis Richard, avec Eddie Constantine, dans Martin Soldat de Michel Deville. Dans Paris brûle-t-il ? de René Clément, il joue un prisonnier allemand ; un an plus tard, il joue aux côtés d'Yves Montand dans L'Aveu de Costa-Gavras. Puis Costa-Gavras l'engage dans Section spéciale en 1975. Il tourne ensuite dans Mille milliards de dollars d'Henri Verneuil, et dans Le Sang des autres de Claude Chabrol.

## Filmographie

### Cinéma
- 1937 : La Grande Illusion de Jean Renoir
- 1945 : Un ami viendra ce soir de Raymond Bernard
- 1946 : Les Maudits de René Clément
- 1947 : Le Silence de la mer de Jean-Pierre Melville
- 1948 : Le Paradis des pilotes perdus de Georges Lampin
- 1953 : Les Dents longues de Daniel Gélin
- 1953 : La Vierge du Rhin de Gilles Grangier
- 1954 : La neige était sale de Luis Saslavsky
- 1955 : Les Évadés de Jean-Paul Le Chanois
- 1956 : S'Waisechind vo Engelberg de Hermann Kugelstadt
- 1956 : La Traversée de Paris de Claude Autant-Lara
- 1957 : Bonjour jeunesse de Maurice Cam
- 1958 : La Chatte d'Henri Decoin
- 1959 : La Valse du Gorille de Bernard Borderie
- 1959 : Babette s'en va-t-en guerre de Christian-Jaque
- 1959 : La Verte Moisson de François Villiers
- 1959 : Normandie-Niémen de Jean Dréville
- 1960 : Le Bois des amants de Claude Autant-Lara
- 1961 : Le Président d'Henri Verneuil
- 1961 : La Fête espagnole de Jean-Jacques Vierne
- 1961 : Bonne chance, Charlie de Jean-Louis Richard
- 1964 : Angélique marquise des anges de Bernard Borderie
- 1966 : Martin soldat de Michel Deville
- 1966 : Paris brûle-t-il ? de René Clément (participation)
- 1967 : Le Crime de David Levinstein d'André Charpak
- 1968 : Le Franciscain de Bourges de Claude Autant-Lara
- 1969 : Une veuve en or de Michel Audiard
- 1969 : Le Témoin d'Anne Walter
- 1970 : L'Aveu de Costa-Gavras
- 1970 : La Dame dans l'auto avec des lunettes et un fusil d'Anatol Litvak
- 1975 : Section spéciale de Costa-Gavras
- 1981 : Mille milliards de dollars d'Henri Verneuil
- 1984 : Le Sang des autres de Claude Chabrol

### Télévision
- 1964 : Polizeistation St. Martin de Franz M. Lang : rôle sans nom
- 1964 : Die letzte Folge de Franz M. Lang : Claude
- 1964 : Sechs Stunden Angst de Eugen York : Bernhard Cloutier
- 1966 : Gewagtes Spiel de Eugen York (épisode  Verstummte Trommel) : Arnold/Anton Wimpel
- 1968 : Les Enquêtes du commissaire Maigret de Claude Barma, (épisode  Le Chien jaune : docteur Michoux
- 1969 : La Main du mort de Guy Jorré : Lucien Vaudret
- 1970 : Verdict (Épisode La main du mort ) de Guy Jorré : rôle sans nom
- 1970 : Le Tribunal de l'impossible : Un mystère contemporain de Alain Boudet : Peter Springel
- 1971 : Mesure pour mesure de William Shakespeare, réalisation Marcel Bluwal : Angelo
- 1971 : Un mystère par jour (Épisode Le maître chanteur de Nuremberg) de Guy Jorré : Herman Grunstadt
- 1972 : La tragédie de Vérone de Claude Barma : rôle sans nom
- 1972 : Les dossiers de Maître Robineau (Épisode Cette mort si proche) de Nat Lilienstein : rôle sans nom
- 1972 : Albert Einstein de Gérard Chouchan : Un physicien
- 1972 : Les Thibault de André Michel et Alain Boudet : Plattner
- 1973 : Freya des sept îles de Jean-Pierre Gallo : Nielsen
- 1973 : Du plomb dans la tête de Roger Dallier : Harrisson
- 1974 : La mort d'Ivan Ilitch de Nat Lilienstein : Le procureur Egorovitch
- 1974 : La trahison de Alain Boudet : Klaus Six
- 1974 : La conciliation ou anatomie d'un otage  de Alain Boudet : Terrel
- 1974 : Un curé de choc (Épisode Un héritier timide) de Philippe Arnal : Le notaire
- 1974 : Messieurs les jurés : L'Affaire Varnay d'André Michel : David Wolsdorf
- 1975 : Une ténébreuse affaire de Alain Boudet : L'accusateur public
- 1975 : L'Homme sans visage de Georges Franju (série TV) : Le docteur Fortier
- 1975 : Mourir pour Copernic de Bernard Sobel : Taverna
- 1976 : Darwin ou l'évangile du diable de Gérard Chouchan : John Stevens Henslow
- 1976 : Au bout du compte de Gérard Chouchan : Evans, l'américain
- 1977 : Dossier danger immédiat (Épisode Microcrocus petroleum) de Claude Barma : Krasen
- 1977 : Désiré Lafarge  (épisode : Désiré Lafarge prend le train)  de Jean-Pierre Gallo : Rémi
- 1977 : Les héritiers  (épisode : La fête au village)  de Roger Pigaut : Walter
- 1979 : Pourquoi Patricia? de Guy Jorré : Le docteur Werner
- 1982 : Messieurs les jurés, L'Affaire Tromsé de Jean-Marie Coldefy : Haakon Olav Tromsé, l'accusé
- 1985 : Le regard dans le miroir : Le docteur
- 1986 : Beate Klarsfeld: A la poursuite de Klaus Barbie de Michael Lindsay-Hogg : Klaus Barbie/Altmann
- 1988 : Les Cinq Dernières Minutes : Ah ! Mon beau château, réalisation Roger Pigaut : Meyer

## Doublage
- 1965 : 36 Heures avant le débarquement de George Seaton : l'officier suisse (Horst Ebersberg)
- 1975 : Les Trois Jours du Condor de Sydney Pollack : G. Joubert (Max von Sydow)
- 1981 : L'Homme de Prague de Charles Jarrott : le chancelier (Walther Reyer)

## Théâtre
- 1937 : Les Fusils de la mère Carrar, de Bertolt Brecht, mise en scène  de Slátan Dudow : le fils de la mère Carrar (sous le pseudonyme de Rolf Hain)[4].
- 1970 : Hadrien VII[5] de Peter Luke, mise en scène Raymond Rouleau, Théâtre de Paris.

## Publication
- Tendre exil : Souvenirs d'un réfugié antinazi en France, la Découverte - Maspero, 1983  (ISBN 2707114308 et 9782707114303)